# Видненське сільське поселення
Ви́дненське сільське поселення (рос. Видненское сельское поселение) — сільське поселення у складі Вяземського району Хабаровського краю Росії.
Адміністративний центр та єдиний населений пункт — село Видне.

## Населення
Населення сільського поселення становить 127 осіб (2019; 132 у 2010, 147 у 2002).